# Europees kampioenschap voetbal mannen onder 21 - 2015
Het Europees kampioenschap voetbal onder 21 - 2015 was de 14e editie van het Europees kampioenschap voetbal onder 21. Het toernooi werd gehouden in juni 2015. Tsjechië organiseerde het eindtoernooi in 2015 en plaatste zich hierdoor al automatisch. 52 landen die aangesloten zijn bij de UEFA moesten zich proberen te plaatsten voor het eindtoernooi in Tsjechië inclusief de titelhouder van 2013.
Spelers die na 1 januari 1992 zijn geboren waren speelgerechtigd voor dit toernooi.

## Gekwalificeerde teams

Deelnemende landen

| Land       | Gekwalificeerd als               | Datum van kwalificatie | Vorige deelnames aan het toernooi 1                                                                       |
| ---------- | -------------------------------- | ---------------------- | --- |
| Tsjechië   | Gastland                         | 20 maart 2012          | 5 (1996, 2000, 2002, 2007, 2011)                                                                          |
| Italië     | Winnaar play-off tegen Slowakije | 14 oktober 2014        | 17 (1978, 1980, 1982, 1984, 1986, 1988, 1990, 1992, 1994, 1996, 2000, 2002, 2004, 2006, 2007, 2009, 2013) |
| Zweden     | Winnaar play-off tegen Frankrijk | 14 oktober 2014        | 6 (1986, 1990, 1992, 1998, 2004, 2009)                                                                    |
| Denemarken | Winnaar play-off tegen IJsland   | 14 oktober 2014        | 5 (1978, 1986, 1992, 2006, 2011)                                                                          |
| Engeland   | Winnaar play-off tegen Kroatië   | 14 oktober 2014        | 12 (1978, 1980, 1982, 1984, 1986, 1988, 2000 , 2002, 2007, 2009, 2011, 2013)                              |
| Portugal   | Winnaar play-off tegen Nederland | 14 oktober 2014        | 6 (1994, 1996, 2002, 2004, 2006, 2007)                                                                    |
| Duitsland  | Winnaar play-off tegen Oekraïne  | 14 oktober 2014        | 11 (19822, 19842, 19882, 19902, 1992, 1996, 1998 , 2004, 2006, 2009, 2013)                                |
| Servië     | Winnaar play-off tegen Spanje    | 14 oktober 2014        | 8 19783, 19803, 19843, 19903, 20044, 20064, 2007 , 2009)                                                  |

1 vet betekent kampioen in dat jaar
2 als West-Duitsland
3 als Joegoslavië
4 als Servië en Montenegro

## Speelsteden
| Praag              | Praag              | Olomouc            | Uherské Hradiště          |
| ------------------ | ------------------ | ------------------ | ------------------------- |
| Eden Aréna         | Generali Arena     | Andrův stadion     | Stadion Miroslava Valenty |
| Capaciteit: 20.800 | Capaciteit: 19.784 | Capaciteit: 12.566 | Capaciteit: 8.121         |
|                    |                    |                    |                           |

## Arbitrage
| Land        | Scheidsrechter           | Assistent-scheidsrechters                     | Extra officials                       |
| ----------- | ------------------------ | --------------------------------------------- | ------------------------------------- |
| Frankrijk   | Clément Turpin           | Frédéric Cano Nicolas Danos                   | Fredy Fautrel Nicolas Rainville       |
| Griekenland | Anastasios Sidiropoulos  | Damianos Efthymiadis Polychronis Kostaras     | Mihalis Koukoulakis Stavros Tritsonis |
| Nederland   | Danny Makkelie           | Mario Diks Hessel Steegstra                   | Kevin Blom Jochem Kamphuis            |
| Polen       | Szymon Marciniak         | Paweł Sokolnicki Tomasz Listkiewicz           | Paweł Raczkowski Tomasz Musial        |
| Rusland     | Sergei Karasev           | Anton Averyanov Tikhon Kalugin                | Sergej Lapochkin Sergej Ivanov        |
| Spanje      | Javier Estrada Fernández | Miguel Martínez Munuera Teodoro Sobrino Magán | Alejandro Hernández Jesús Gil Manzano |

## Pouleindeling
De loting voor het eindtoernooi werd op 6 november 2014 gehouden in Praag. Het gastland en het hoogst geplaatste land in de coëfficiëntieranking zullen als groepshoofd optreden en geplaatst worden in pot 1. De twee volgende landen in de coëfficiëntieranking worden in pot 2 geplaatst. De overige vier landen komen in pot 3 terecht.
| Pot 1                                     | Pot 2                | Pot 3                                     |
| ----------------------------------------- | -------------------- | ----------------------------------------- |
| - Tsjechië (Groep A) - Engeland (Groep B) | - Italië - Duitsland | - Portugal - Denemarken - Zweden - Servië |

## Groepsfase
De beste twee landen van elke groep plaatsen zich voor de halve finales en kwalificeerden zich daarmee tevens voor de Olympische Zomerspelen 2016. Aangezien Engeland geen Olympisch land is, kan dat team zich niet voor de Olympische Spelen plaatsen. Als Engeland de halve finales haalde, zou er een play-off gespeeld worden tussen de nummers drie van beide groepen om het laatste Olympische ticket. Engeland werd echter in de groepsfase uitgeschakeld, waardoor deze wedstrijd niet nodig bleek.

### Groep A
| Team       | WG | W | G | V | DV | DT | DS | Pnt |
| ---------- | -- | - | - | - | -- | -- | -- | --- |
| Denemarken | 3  | 2 | 0 | 1 | 4  | 4  | 0  | 6   |
| Duitsland  | 3  | 1 | 2 | 0 | 5  | 2  | +3 | 5   |
| Tsjechië   | 3  | 1 | 1 | 1 | 6  | 3  | +3 | 4   |
| Servië     | 3  | 0 | 1 | 2 | 1  | 7  | –6 | 1   |

|                    |               |       |                           |                                                                         |
| 17 juni 2015 18:00 | Tsjechië      | 1 – 2 | Denemarken                | Eden Aréna, Praag Toeschouwers: 15.987 Scheidsrechter: Szymon Marciniak |
| 17 juni 2015 18:00 | Kadeřábek 35' |       | 56' Vestergaard 84' Sisto | Eden Aréna, Praag Toeschouwers: 15.987 Scheidsrechter: Szymon Marciniak |

|                    |           |       |            |                                                                                    |
| 17 juni 2015 20:45 | Duitsland | 1 – 1 | Servië     | Generali Arena, Praag Toeschouwers: 5.490 Scheidsrechter: Javier Estrada Fernández |
| 17 juni 2015 20:45 | Can 17'   |       | 8' Đuričić | Generali Arena, Praag Toeschouwers: 5.490 Scheidsrechter: Javier Estrada Fernández |

|                    |        |                                 |          |                                                                           |
| 20 juni 2015 18:00 | Servië | 0 – 4                           | Tsjechië | Generali Arena, Praag Toeschouwers: 16.253 Scheidsrechter: Clément Turpin |
| 20 juni 2015 18:00 |        | 7', 21', 56' Kliment 59' Frýdek |          | Generali Arena, Praag Toeschouwers: 16.253 Scheidsrechter: Clément Turpin |

|                    |                             |       |            |                                                                       |
| 20 juni 2015 20:45 | Duitsland                   | 3 – 0 | Denemarken | Eden Aréna, Praag Toeschouwers: 13.268 Scheidsrechter: Sergei Karasev |
| 20 juni 2015 20:45 | Volland 32', 48' Ginter 53' |       |            | Eden Aréna, Praag Toeschouwers: 13.268 Scheidsrechter: Sergei Karasev |

|                    |            |       |            |                                                                       |
| 23 juni 2015 20:45 | Tsjechië   | 1 – 1 | Duitsland  | Eden Aréna, Praag Toeschouwers: 18.068 Scheidsrechter: Danny Makkelie |
| 23 juni 2015 20:45 | Krejčí 66' |       | 55' Schulz | Eden Aréna, Praag Toeschouwers: 18.068 Scheidsrechter: Danny Makkelie |

|                    |                      |       |        |                                                                                   |
| 23 juni 2015 20:45 | Denemarken           | 2 – 0 | Servië | Generali Arena, Praag Toeschouwers: 4.297 Scheidsrechter: Anastasios Sidiropoulos |
| 23 juni 2015 20:45 | Falk 21' Fischer 47' |       |        | Generali Arena, Praag Toeschouwers: 4.297 Scheidsrechter: Anastasios Sidiropoulos |

### Groep B
| Team     | WG | W | G | V | DV | DT | DS | Pnt |
| -------- | -- | - | - | - | -- | -- | -- | --- |
| Portugal | 3  | 1 | 2 | 0 | 2  | 1  | +1 | 5   |
| Zweden   | 3  | 1 | 1 | 1 | 3  | 3  | 0  | 4   |
| Italië   | 3  | 1 | 1 | 1 | 4  | 3  | +1 | 4   |
| Engeland | 3  | 1 | 0 | 2 | 2  | 4  | –2 | 3   |

|                    |                    |       |                                |                                                                                     |
| 18 juni 2015 18:00 | Italië             | 1 – 2 | Zweden                         | Andrův stadion, Olomouc Toeschouwers: 6.719 Scheidsrechter: Anastasios Sidiropoulos |
| 18 juni 2015 18:00 | Berardi 29' (pen.) |       | 56' Guidetti 86' (pen.) Thelin | Andrův stadion, Olomouc Toeschouwers: 6.719 Scheidsrechter: Anastasios Sidiropoulos |

|                    |          |                |          |                                                                                                |
| 18 juni 2015 20:45 | Engeland | 0 – 1          | Portugal | Stadion Miroslava Valenty, Uherské Hradiště Toeschouwers: 7.167 Scheidsrechter: Danny Makkelie |
| 18 juni 2015 20:45 |          | 57' João Mário |          | Stadion Miroslava Valenty, Uherské Hradiště Toeschouwers: 7.167 Scheidsrechter: Danny Makkelie |

|                    |        |             |          |                                                                                       |
| 21 juni 2015 18:00 | Zweden | 0 – 1       | Engeland | Andrův stadion, Olomouc Toeschouwers: 11.257 Scheidsrechter: Javier Estrada Fernández |
| 21 juni 2015 18:00 |        | 85' Lingard |          | Andrův stadion, Olomouc Toeschouwers: 11.257 Scheidsrechter: Javier Estrada Fernández |

|                    |        |       |          |                                                                                                  |
| 21 juni 2015 20:45 | Italië | 0 – 0 | Portugal | Stadion Miroslava Valenty, Uherské Hradiště Toeschouwers: 7.085 Scheidsrechter: Szymon Marciniak |
| 21 juni 2015 20:45 |        |       |          | Stadion Miroslava Valenty, Uherské Hradiště Toeschouwers: 7.085 Scheidsrechter: Szymon Marciniak |

|                    |               |       |                              |                                                                             |
| 24 juni 2015 20:45 | Engeland      | 1 – 3 | Italië                       | Andrův stadion, Olomouc Toeschouwers: 11.563 Scheidsrechter: Sergei Karasev |
| 24 juni 2015 20:45 | Redmond 90+3' |       | 25' Belotti 27', 72' Benassi | Andrův stadion, Olomouc Toeschouwers: 11.563 Scheidsrechter: Sergei Karasev |

|                    |               |       |              |                                                                                                |
| 24 juni 2015 20:45 | Portugal      | 1 – 1 | Zweden       | Stadion Miroslava Valenty, Uherské Hradiště Toeschouwers: 7.263 Scheidsrechter: Clément Turpin |
| 24 juni 2015 20:45 | Paciência 82' |       | 89' Tibbling | Stadion Miroslava Valenty, Uherské Hradiště Toeschouwers: 7.263 Scheidsrechter: Clément Turpin |

## Knock-outfase

### Halve finales
De vier halvefinalisten plaatsen zich voor de Olympische Zomerspelen 2016
|                    |                                                                        |       |           |                                                                                     |
| 27 juni 2015 18:00 | Portugal                                                               | 5 – 0 | Duitsland | Andrův stadion, Olomouc Toeschouwers: 9.876 Scheidsrechter: Anastasios Sidiropoulos |
| 27 juni 2015 18:00 | Silva 25' Ricardo Pereira 33' Cavaleiro 45+1' João Mário 46' Horta 71' |       |           | Andrův stadion, Olomouc Toeschouwers: 9.876 Scheidsrechter: Anastasios Sidiropoulos |

|                    |            |       |                                                              |                                                                          |
| 27 juni 2015 21:00 | Denemarken | 1 – 4 | Zweden                                                       | Generali Arena, Praag Toeschouwers: 9.834 Scheidsrechter: Sergei Karasev |
| 27 juni 2015 21:00 | Bech 63'   |       | 23' (pen.) Guidetti 26' Tibbling 83' Quaison 90+5' Hiljemark | Generali Arena, Praag Toeschouwers: 9.834 Scheidsrechter: Sergei Karasev |

### Finale
|                    |                                                             |              |                                      |                                                                         |
| 30 juni 2015 20:45 | Zweden                                                      | 0 – 0 (n.v.) | Portugal                             | Eden Aréna, Praag Toeschouwers: 18.867 Scheidsrechter: Szymon Marciniak |
| 30 juni 2015 20:45 |                                                             |              |                                      | Eden Aréna, Praag Toeschouwers: 18.867 Scheidsrechter: Szymon Marciniak |
| 30 juni 2015 20:45 | Strafschoppen                                               |              |                                      | Eden Aréna, Praag Toeschouwers: 18.867 Scheidsrechter: Szymon Marciniak |
| 30 juni 2015 20:45 | Guidetti Kiese Thelin Augustinsson Khalili Nilsson Lindelöf | 4 – 3        | Paciência Tozé Esgaio Mário Carvalho | Eden Aréna, Praag Toeschouwers: 18.867 Scheidsrechter: Szymon Marciniak |

| Zweden:        |    |                              |          |
|                |    |                              |          |
|                | 1  | Patrik Carlgren              |          |
|                | 2  | Victor Nilsson Lindelöf 112' |          |
|                | 3  | Alexander Milošević          |          |
|                | 4  | Filip Helander               | 46'      |
|                | 5  | Ludwig Augustinsson          |          |
|                | 7  | Oscar Hiljemark              |          |
|                | 6  | Oscar Lewicki                |          |
|                | 8  | Abdul Khalili                |          |
|                | 16 | Simon Tibbling               | 66'      |
|                | 10 | John Guidetti                |          |
|                | 11 | Isaac Kiese Thelin           |          |
| Wisselspelers: |    |                              |          |
|                | 17 | Joseph Baffo                 | 46' 110' |
|                | 20 | Robin Quaison                | 66'      |
| Coach:         |    |                              |          |
| Håkan Ericson  |    |                              |          |

| Portugal:      |    |                   |     |
|                |    |                   |     |
|                | 1  | José Sá           |     |
|                | 2  | Ricardo Esgaio    |     |
|                | 4  | Paulo Oliveira    |     |
|                | 3  | Tiago Ilori       |     |
|                | 5  | Raphaël Guerreiro |     |
|                | 6  | William Carvalho  |     |
|                | 23 | João Mário        |     |
|                | 10 | Bernardo Silva    |     |
|                | 8  | Sérgio Oliveira   | 54' |
|                | 21 | Ricardo Pereira   | 70' |
|                | 18 | Ivan Cavaleiro    | 61' |
| Wisselspelers: |    |                   |     |
|                | 20 | Tozé              | 54' |
|                | 11 | Iuri Medeiros     | 61' |
|                | 9  | Gonçalo Paciência | 70' |
| Coach:         |    |                   |     |
| Rui Jorge      |    |                   |     |

| Winnaar EK onder 21 - 2015 |
| -------------------------- |
| Zweden 1ste titel          |

## Topscorers
| Pos. | Speler         | Goals |
| ---- | -------------- | ----- |
| 1    | Jan Kliment    | 3     |
| 2    | Kevin Volland  | 2     |
| 2    | Marco Benassi  | 2     |
| 2    | João Mário     | 2     |
| 2    | John Guidetti  | 2     |
| 2    | Simon Tibbling | 2     |
| 7    | 24 spelers     | 1     |